# Restos explosivos de guerra
Los restos explosivos de guerra (REG) es un término utilizado en los dominios de la ayuda humanitaria y del desarrollo sostenible para describir las amenazas explosivas que quedan después de los conflictos bélicos. Esto incluye a las minas terrestres, bombas de racimo, artefactos explosivos improvisados y otras municiones sin estallar.
El protocolo V de la Convención sobre Ciertas Armas Convencionales, adoptada el 28 de noviembre de 2003, establece las obligaciones y las mejores prácticas para la limpieza de los restos explosivos de guerra: municiones sin estallar y municiones explosivas abandonadas,
distintas de las minas, armas trampa u otros artefactos.
Otros tratados internacionales, como el Tratado de Ottawa y la Convención sobre municiones en racimo,  aprobada por la Conferencia Diplomática de Dublín el 30 de mayo de 2008, también utilizan el término.